# グルジアの夢＝民主グルジア
ジョージアの夢＝民主ジョージア（グルジア語: ქართული ოცნება – დემოკრატიული საქართველო カルトゥリ・オツネバ＝デモクラティウリ・サカルトヴェロ）はジョージアの政党。2012年4月19日、実業家出身の政治家ビジナ・イヴァニシヴィリにより設立された。
政党連合「グルジアの夢」の中心政党として、南オセチア紛争を引き起こしたミヘイル・サアカシュヴィリ率いる統一国民運動を破り、政権を獲得した。
ジョージア憲法に目標として明記されているEU加盟を目指しているが、ウクライナ侵略後のロシアに融和的な政策をとる。

## 歴史
党は大衆運動「グルジアの夢」から発展したもので、2011年12月にグルジア出身の実業家ビジナ・イヴァニシヴィリによって立ち上げられた。党の結成協議時、イヴァニシヴィリはまだ正式な市民権を取得していなかったため、弁護士のマナナ・コバキーゼが暫定的に、グルジアの夢＝民主グルジアの名目上の党首に選ばれた。また、政治家のソザル・スバリ、元外交官のテド・ジャパリッゼ、チェス王者ズラブ・アズマパラシヴィリ、安全保障問題評論家イラクリ・セシチシヴィリ、作家のグラム・オディシャリア、そして有名なサッカー選手カハ・カラーゼ等、党には複数の著名人が参加していた。
2012年の議会選挙において、党は統一国民運動 (UMN) の支配に挑戦し、これに成功した。この選挙では他の野党6党との連合により、54.97%の票、85議席を獲得して勝利した。与党UMNは40.34%であった。ミヘイル・サアカシュヴィリ大統領は党の敗北を認め、新政府を組織するための憲法上の手続きを支持することを誓約した。
2013年11月24日、創設者イヴァニシヴィリが政界より勇退したことから内務大臣イラクリ・ガリバシヴィリが第2代党首に選ばれ、首相職も継承した。弱冠30歳で大臣を務める若手政治家の抜擢であったが、国民からの人気に乏しく党勢が低迷したため、副首相ギオルギ・クヴィリカシヴィリが第3代党首となった。
2016年10月8日、ミヘイル・サアカシュヴィリ元大統領のウクライナへの亡命と国籍取得後に行われた総選挙でグルジアの夢＝民主グルジアはさらに30議席を獲得し、全体議席の約8割に達する115議席となった。2020年10月31日の総選挙では比例代表で61議席を獲得し勝利宣言を行ったが野党勢力は選挙不正があったと主張し、11月21日の第2回目投票をボイコットしたこともあり残りの17議席をすべて獲得、全体でも合計90議席を獲得した。
2022年、欧州連合加盟を申請したウクライナ、ジョージア、モルドバのうち、ジョージアのみ報道の自由など人権上の問題を理由に加盟候補入りを留保されたこと、欧州連合が拘束力のない決議ながらこれらの問題の解決を求めたこと、そしてイヴァニシヴィリ初代党首の制裁を欧州理事会に求めたことなどにジョージアの夢は反発。さらに、西側諸国のNGOがジョージア政府への抗議活動を行ったことを受け、スバリら9名の議員は戦術上の相違を理由にグルジアの夢を離党して人民の力を結成。人民の力は2024年に正式に政党として発足し、スバリが議長に選出された。同党はアメリカなどの「グルジアへの干渉」を非難するとともにグルジアの夢と政策上連携しており、2023年に一度撤回した外国のエージェント登録法案を2024年に共同で提出して5月15日に成立させ、国民の反発を招いている（w:2023–2024 Georgian protests）。

## 政党連合「グルジアの夢」
イヴァニシヴィリのグルジアの夢＝民主グルジアを中心としたグルジアの夢連合は、初めは様々なイデオロギー志向を持つ6つの政党により構成された。この中には、市場主義的かつ親西側的なリベラルや、外国人嫌悪を掲げる過激なナショナリスト、2003年バラ革命で失脚したかつてのシェワルナゼ政権の代表者たちを含んでいた。連合の名前は、イヴァニシヴィリの息子、ベラのラップソングに感化されたものである。

### 構成政党（2016年）
記事に合わせ、党名の「Georgia」はグルジアとして記載する。
- グルジアの夢＝民主グルジア - 97議席
- グルジア保守党 - 6議席
- ジョージアの発展のための社会民主党 - 6議席
- 産業はグルジアを救済する - 6議席

### かつての構成政党
- 我らがグルジア 自由民主主義者 - 0議席（2014年11月5日、連合を離脱して野党となり、2016年総選挙で全議席を喪失）
- 国民フォーラム - 0議席（2016年4月3日の党大会で党員の多数派が残留票を投じたが離脱し、2016年総選挙で全議席を喪失）
- グルジア共和党 - 0議席（2016年に連合から離脱、同年の総選挙で全議席を喪失）

## 選挙結果
| 選挙   | 党首                         | 得票数    | 得票率 | 獲得議席  | 増減 | 地位   | 与野党 |
| ------ | ---------------------------- | --------- | ------ | --------- | ---- | ------ | ------ |
| 2012年 | ビジナ・イヴァニシヴィリ     | 1,184,612 | 54.97% | 85 / 150  | 85   | 第一党 | 与党   |
| 2016年 | ギオルギ・クヴィリカシヴィリ | 857,394   | 48.65% | 115 / 150 | 30   | 第一党 | 与党   |
| 2020年 | ギオルギ・ガハリア           | 926,959   | 48.15% | 90 / 150  | 25   | 第一党 | 与党   |
| 2024年 | イラクリ・コバヒゼ           | 1,120,053 | 53.93% | 89 / 150  | 1    | 第一党 | 与党   |